# 玛丽·居利希
玛丽·伊莎贝尔·居利希（德語：Marie Isabelle Gülich，1994年5月28日—）為德國女子籃球運動員，現效力於女子超級籃球聯賽台元。
居利希出生於阿尔滕基兴，成長於莱茵布罗尔。

## 職業生涯
2013-14賽季居利希同時替奧普拉登以及奧伯豪森出賽。
2018年7月，威尼斯雷耶簽下居利希。2019年6月，格丁尼亞阿爾卡簽下居利希。
2020年6月，居利希加盟瓦伦西亚。2021年5月，居利希與瓦伦西亚續約。2022年5月，居利希與瓦伦西亚續約。2023年5月，居利希與瓦伦西亚續約。2024年5月，居利希與瓦伦西亚結束合作關係。2024年12月，居利希加盟女子超級籃球聯賽台元。

### WNBA
2018年4月，居利希在WNBA選秀會首輪第12順位獲得鳳凰城水星青睞。2019年4月，亞特蘭大美夢將2019年選秀會上選進的布里安娜·特纳交易至鳳凰城水星，換取居利希。2020年2月，洛杉磯火花將盖拉尼·布朗交易至亞特蘭大美夢，換回布里特妮·赛克斯與居利希。

## 外部連結
- 玛丽·居利希在fiba.basketball（英语）
- 玛丽·居利希在archive.fiba.com（archived）（英语）
- 玛丽·居利希在fiba3x3.com（英语）
- 玛丽·居利希在WNBA（英语）
- 玛丽·居利希在Basketball-Reference.com（WNBA）（英语）
- 玛丽·居利希在Sports-Reference.com（NCAA）（英语）
- 玛丽·居利希在Eurobasket.com（球員）（英语）
- 玛丽·居利希在Proballers（英语）
- 玛丽·居利希在Olympics.com（英语）
- 玛丽·居利希在German Olympic Sports Confederation（德语）
- 玛丽·居利希在Flashscore（英语）